# Star Trek: Lower Decks (1.ª temporada)
A primeira temporada de Star Trek: Lower Decks, uma série de animação adulta estadunidense do gênero de ficção científica, se passa no século XXIV e acompanha as aventuras de um grupo de oficiais subalternos com trabalhos triviais a bordo da nave estelar USS Cerritos, uma das naves menos importantes da Frota Estelar. A temporada foi produzida pela CBS Eye Animation Productions em parceria com a Secret Hideout, Important Science, Roddenberry Entertainment e o estúdio de animação Titmouse. A série foi criada por Mike McMahan, que também atuou como seu produtor principal, enquanto Juno Lee serviu como o diretor supervisor.
Os atores Tawny Newsome, Jack Quaid, Noël Wells e Eugene Cordero dublaram os tripulantes subalternos da Cerritos, já Dawnn Lewis, Jerry O'Connell, Fred Tatasciore e Gillian Vigman dublaram os oficiais mais graduados da nave. Lower Decks foi encomendada em outubro de 2018 e anunciada publicamente em julho do ano seguinte. A série é uma comédia, mas os roteiristas não queriam se afastar muito do resto da franquia Star Trek e assim usaram premissas similares a histórias clássicas da série Star Trek: The Next Generation para muitos de seus episódios. A Titmouse começou os trabalhos de animação em fevereiro de 2019. A produção foi forçada a ser transferida para um ambiente remoto em março de 2020 por conta da pandemia de COVID-19. A temporada inclui várias conexões e referências a mídias anteriores de Star Trek, incluindo vários atores retornando em participações especiais.
A temporada estreou em 6 de agosto de 2020 no serviço de streaming CBS All Access e exibiu seus dez episódios semanalmente até 10 de outubro. As avaliações dos primeiros episódios foram mistas em relação ao seu humor e às várias referências sobre a franquia Star Trek, mas as avaliações da animação, interpretação de Newsome e dos episódios posteriores foram mais positivas. Lower Decks foi indicado a um Prêmio Emmy do Primetime na categoria de edição de som e também recebeu alguns outros prêmios e indicações. Uma segunda temporada foi encomendada junto com a primeira em outubro de 2018 e estreou em agosto de 2021.

## Episódios
| Nº geral | Nº temp. | Título                   | Direção        | Roteiro                       | Exibição original      |
| --- | -------- | ------------------------ | -------------- | ----------------------------- | ---------------------- |
| 1 | 1        | "Second Contact"         | Barry J. Kelly | Mike McMahan                  | 6 de agosto de 2020    |
| A alferes D'Vana Tendi chega a bordo da USS Cerritos e os alferes Brad Boimler e Beckett Mariner lhe mostram a nave. Boimler é encarregado pela capitã Carol Freeman de relatar quaisquer quebras de protocolo cometidas pela rebelde Mariner. Ele pega Mariner dando equipamentos para fazendeiros durante uma missão. Os dois são atacados por um animal da fazenda que destrói o uniforme de Boimler e o deixa coberto de gosma. Enquanto isso, o comandante Jack Ransom leva sem saber um vírus alienígena da superfície para a Cerritos, com boa parte da tripulação sendo rapidamente infectada. O alferes Sam Rutherford está em um encontro com a alferes Barnes quando isso acontece. Eles lutam juntos contra os tripulantes infectados, mas Rutherford perde o interesse em Barnes porque ela nãos e importa com as mecânicas da nave. A oficial médica chefe T'Ana consegue utilizar a gosma em Boimler para sintetizar um antídoto para o vírus e é elogiada por Freeman. Boimler escolhe não relatar Mariner para Freeman, que é secretamente a mãe de Mariner. A capitã estava procurando um motivo para remover a filha da sua nave. Mariner se oferece para ser a mentora de Boimler.      |          |                          |                |                               |                        |
| 2 | 2        | "Envoys"                 | Kim Arndt      | Chris Kula                    | 13 de agosto de 2020   |
| Boimler é designado para uma missão em que deve transportar o general klingon K'orin para a embaixada da Federação dos Planetas Unidos em Tulgana IV. Mariner consegue ser designada para a mesma missão, revelando ser uma amiga antiga de K'orin. Os dois bebem juntos enquanto Boimler os leva para o planeta. O bêbado K'orin rouba a nave auxiliar depois de pousarem. Os dois vão atrás dele e Boimler começa a achar que esta despreparado para trabalho de campo quando comparado a Mariner, ameaçando deixar a Frota Estelar. Um ferengi lhes oferece ajuda, com Mariner acreditando que ele é confiável enquanto Boimler suspeita, com este provando-se correto quando o ferengi saca uma faca contra eles. Boimler consegue afugentar o ferengi. Os dois encontram K'orin e o deixam na embaixada antes de voltarem para a Cerritos. Boimler caçoa Mariner sobre como ele conseguiu derrotar o ferengi, porém não sabe que ela tinha encenado todo o incidente. Enquanto isso, Rutherford é transferido da engenharia para outras divisões com o objetivo de passar mais tempo com Tendi. Ele decidi que a engenharia é onde quer estar e Tendi escolhe passar tempo com ele enquanto trabalham. |          |                          |                |                               |                        |
| 3 | 3        | "Temporal Edict"         | Bob Suarez     | Dave Ihlenfeld & David Wright | 20 de agosto de 2020   |
| A Cerritos está à caminho de Cardassia I para negociações de paz quando é desviada para em vez disso entregar "apetrechos diplomáticos" para Gelrak V. Freeman fica furiosa por acreditar que a Frota Estelar não respeita a Cerritos. Os alferes ensinam a Tendi sobre "tempo tampão", uma tradição duradoura em que os tripulantes subalternos relaxam entre os trabalhos. Boimler acidentalmente revela isso para Freeman e ela institui prazos para todas as tarefas. A nave vira um caos enquanto a tripulação tenta completar suas tarefas nos prazos, com a confusão fazendo com que uma equipe avançada leve os presentes errados para Gelrak V. O povo local fica ofendido e ataca a Cerritos. A tripulação não consegue responder até Boimler lembrar Freeman de que eles precisam completar suas tarefas à seu próprio tempo. Ela acaba com os prazos e a tripulação consegue se focar na defesa dos ataques. Freeman posteriormente estabelece um novo mandato chamado de "O Efeito Boimler" que encoraja os tripulantes a pegarem atalhos, não seguirem ordens cegamente e construírem um "tempo tampão" sempre que puderem, para o grande desgosto do caxias Boimler.                         |          |                          |                |                               |                        |
| 4 | 4        | "Moist Vessel"           | Barry J. Kelly | Ann Kim                       | 27 de agosto de 2020   |
| A Cerritos se junta à USS Merced em uma missão para rebocarem uma nave incapacitada. Esta está transportando materiais de terraformação que convertem matéria inerte em matéria orgânica. Freeman dá a Mariner as tarefas mais detestadas em um esforço para que esta peça transferência para outra nave, mas Mariner encontra um modo de deixar essas tarefas prazerosas. Freeman então promove Mariner a tenente, esperando a filha extrovertida ficar entediada com as responsabilidades cada vez maiores e decida se transferir. Os materiais de terraformação acabam incapacitando a Merced a começam a terraformar a Cerritos. Mariner trabalha com Freeman para escaparem e usa os controles ambientais para retornar a nave para seu estado anterior, também resgatando a tripulação da Merced. Enquanto isso, a falta de jeito de Tendi impede a ascensão espiritual do tenente O'Connor. Mesmo assim, O'Connor quase se sacrifica para salvar Tendi durante o desastre da terraformação. Isto faz com que ele alcance a ascensão espiritual e tenha a visão de um coala, porém parece ser um processo doloroso. Mariner é depois rebaixada de volta a alferes por caçoar de um almirante.         |          |                          |                |                               |                        |
| 5 | 5        | "Cupid's Errant Arrow"   | Kim Arndt      | Ben Joseph                    | 3 de setembro de 2020  |
| Barbara, namorada de Boimler, chega na Cerritos. Mariner duvida que ela está sinceramente interessada em Boimler e fica obcecada em provar sua hipótese. A Cerritos dá suporte para a USS Vancouver na demolição controlada de um satélite natural instável. Freeman lida com as políticas alienígenas envolvidas antes da demolição acontecer. Rutherford e Tendi ficam animados por visitarem a Vancouver com sua tecnologia de última linha. Eles conhecem o tenente comandante Docent, que exige que um deles seja transferido para a Vancouver, mesmo contra seus desejos. Isto leva a uma briga. Docent depois admite que não consegue lidar com as aventuras épicas da Vancouver e tinha a esperança de trocar de lugar com um dos oficiais da Cerritos para poder servir em uma nave mais entediante. Mariner descobre que Barbara está sob a influência de um parasita alienígena carregado por Boimler, removendo-o. Barbara, sem o parasita, termina com Boimler e fica amiga de Mariner, descobrindo que as duas tem muito em comum. |          |                          |                |                               |                        |
| 6 | 6        | "Terminal Provocations"  | Bob Suarez     | John Cochran                  | 10 de setembro de 2020 |
| A Cerritos fica no meio de um impasse com os drookmanis sobre o resgate de uma antiga nave da Frota Estelar. O alferes Fletcher, amigo de Boimler e Mariner, se oferece para recalibrar os núcleos isolineares da nave para que os dois possam sair do trabalho mais cedo e comparecer a um conserto. Ao voltarem descobrem que Fletcher foi vítima de um ataque e que o núcleo do escudo sumiu. Rutherford mostra seu novo assistente holográfico para Tendi no holodeque: um distintivo antropomórfico da Frota Estelar chamado Badgey. Os drookmanis começam a atacar a Cerritos, que agora está sem escudos, fazendo com que o holodeque quebre e Badgey se torne homicida. Este ataca Rutherford e Tendi, que o derrotam ao mudarem o programa do holodeque para uma tundra, congelando Badgey. Boimler e Mariner descobrem que Fletcher encenou o ataque porque não conseguiu terminar o trabalho. O núcleo desaparecido fica sem controle antes de ser ejetado para fora da nave. Ele vaga até a nave drookmani e a incapacita, parando o ataque. Fletcher é recompensado por parar o ataque com uma transferência para a USS Titan, porém ele é demitido uma semana depois.                         |          |                          |                |                               |                        |
| 7 | 7        | "Much Ado About Boimler" | Barry J. Kelly | M. Willis                     | 17 de setembro de 2020 |
| Boimler se voluntaria para testar uma nova atualização do transporte feita por Rutherford, mas ela dá problema e deixa ele "em fase". Tendi cria um cachorro geneticamente modificado com habilidades bizarras. Tanto Boimler quanto o cachorro são transferidos para a USS Osler a fim de serem levados para receberem cuidados médicos na "Fazenda". Outros pacientes acreditam que a Fazenda é uma fachada para um lugar terrível. Freeman é designada para uma missão infiltrada e a capitã Amina Ramsey, antiga amiga de Mariner, temporariamente assume o comando da Cerritos. Mariner, a fim de evitar ser promovida por Ramsey, demonstra uma incompetência atípica, mas é forçada a assumir o comando quando encontram a USS Rubidoux sendo despedaçada por uma entidade espacial. Os pacientes na Osler se amotinam, mas são traídos por Boimler, que se recupera e tenta acalmar a situação. Ele está prestes a ser ejetado para o espaço quando finalmente chegam na Fazenda, que é um planeta spa médico luxuoso cujos habitantes recebem os melhores cuidados. Boimler tenta ficar, mas é enviado de volta para a Cerritos já que está curado. Ramsey vai embora em bons termos com Mariner.  |          |                          |                |                               |                        |
| 8 | 8        | "Veritas"                | Kim Arndt      | Garrick Bernard               | 25 de setembro de 2020 |
| Mariner, Boimler, Tendi e Rutherford são levados para um tribunal alienígena por Clar, que exige que eles testemunhem sobre as ações dos oficiais da Cerritos. Mariner conta sobre um impasse mal administrado com os insetoides clickets, que ficaram irritados por Mariner não compreender as ordens de Freeman. Rutherford conta sobre uma missão de grande risco para roubar uma ave de rapina romulana de um museu em Vulcano, mas há lacunas em suas memórias por conta de seu implante cibernético. Tendi fala sobre ser levada por engano em uma missão secreta na ave de rapina para o planeta Romulus a fim de roubar um pacote desconhecido. Clar duvida de seus relatos e confusão, acreditando que oficiais da Frota Estelar deveriam saber o que está acontecendo em suas naves, mas Boimler garante que tripulantes cometem erros o tempo todo. Ele acusa Clar de realizar um julgamento de fachada, mas este clarifica que isto é na verdade uma festa celebrando seu resgate de Romulus pela Cerritos e que ele só quer saber o que aconteceu. |          |                          |                |                               |                        |
| 9 | 9        | "Crisis Point"           | Bob Suarez     | Ben Rodgers                   | 1º de outubro de 2020  |
| Boimler, em preparação para uma entrevista com Freeman, cria um programa no holodeque usando os diários pessoais da tripulação com o objetivo de produzir uma simulação fiel da Cerritos e seus oficiais. Freeman, por conta das ações recentes de Mariner, a envia contra sua vontade para o terapeuta da nave, o doutor Migleemo. Mariner insiste estar bem. Mais tarde ela assume rancorosamente o programa de Boimler a fim de criar uma experiência semelhante a um filme em que interpreta a vilanesca Vindicta. Mariner invade a simulação da Cerritos e mata a tripulação. Boimler e Rutherford se juntam à tripulação holográfica para enfrentar Vindicta, enquanto Tendi deixa a simulação por ficar perturbada com o comportamento de Mariner. Esta acaba quebrando a simulação da Cerritos e em seguida luta contra uma recriação holográfica dela mesma, o que a faz perceber seus verdadeiros sentimentos para com sua mãe e a Frota Estelar. Mariner conclui que sua "terapia" funcionou e deixa o holodeque. Boimler completa a simulação e descobre acidentalmente que Freeman é a mãe de Mariner. Ele fracassa na entrevista por entrar em pânico devido ao conhecimento recém adquirido. |          |                          |                |                               |                        |
| 10 | 10       | "No Small Parts"         | Barry J. Kelly | Mike McMahan                  | 8 de outubro de 2020   |
| Boimler sem querer revela para a tripulação que Freeman é a mãe de Mariner. A Cerritos embarca novos tripulantes, incluindo um exocomp chamado Peanut Hamper. Eles recebem um pedido de socorro da USS Solvang e descobrem que ela foi destruída pelos pakleds, um grupo de alienígenas pouco inteligentes que se tornaram perigosos enquanto eram ignorados pela Frota Estelar. Eles começam a despedaçar a Cerritos. Rutherford planeja incapacitar a nave pakled usando um vírus de computador desenvolvido por Badgey. Peanut Hamper se recusa a entregar o vírus, forçando o tenente Shaxs e Rutherford a voarem em uma nave auxiliar até a nave pakled. Badgey faz o upload do vírus, mas também aciona o sistema de autodestruição da nave em uma tentativa de matar Rutherford. Shaxs toma os implantes cibernéticos de Rutherford e se sacrifica para que este escape, com Rutherford perdendo sua memória de longo prazo. Mais naves pakleds chegam e a Cerritos é salva pela Titan, comandada pelo capitão William Riker. Um funeral para Shaxs é realizado. Freeman faz as pazes com Mariner e propõe que elas trabalhem juntas. Boimler aceita uma promoção para a Titan.                      |          |                          |                |                               |                        |

## Elenco
| - Tawny Newsome como Beckett Mariner - Jack Quaid como Brad Boimler - Noël Wells como D'Vana Tendi - Eugene Cordero como Sam Rutherford - Dawnn Lewis como Carol Freeman - Jerry O'Connell como Jack Ransom - Fred Tatasciore como Shaxs - Gillian Vigman como T'Ana | - Jessica McKenna como Barnes - Ben Rodgers como Stevens - Paul Scheer como Andy Billups - Sam Richardson como Vendome - Marcus Henderson como Jet Manhaver - Tim Robinson como Fletcher - Jack McBrayer como Badgey - Lauren Lapkus como Jennifer | - J. G. Hertzler como capitão Drookmani - John de Lancie como Q - Kurtwood Smith como Clar - Kenneth Mitchell como Seartave - Jonathan Frakes como William Riker - Marina Sirtis como Deanna Troi |

## Produção

### Desenvolvimento
A CBS All Access encomendou em outubro de 2018 duas temporadas de Star Trek: Lower Decks, uma nova série de animação. A série foi criada Mike McMahan, que também foi escolhido para ser seu showrunner, enquanto em julho de 2019 foi anunciado que a temporada teria dez episódios e seria lançada em algum momento de 2020. A produtora executiva Heather Kadin afirmou em janeiro de 2020 que a temporada estaria pronta até maio de 2020, mas sua data de estreia seria definida de acordo com o cronograma das outras séries de Star Trek também em produção. A produção da série foi transferida para um ambiente remoto em março, pois a pandemia de COVID-19 forçou a equipe a trabalhar de suas casas. McMahan afirmou na época que a entrega de Lower Decks não foi afetada pela pandemia. Demorou aproximadamente um dia para que todos aqueles trabalhando na série se estabelecessem para trabalharem de casa. A CBS All Access anunciou em julho que a série teria sua estreia em agosto.

### Roteiros

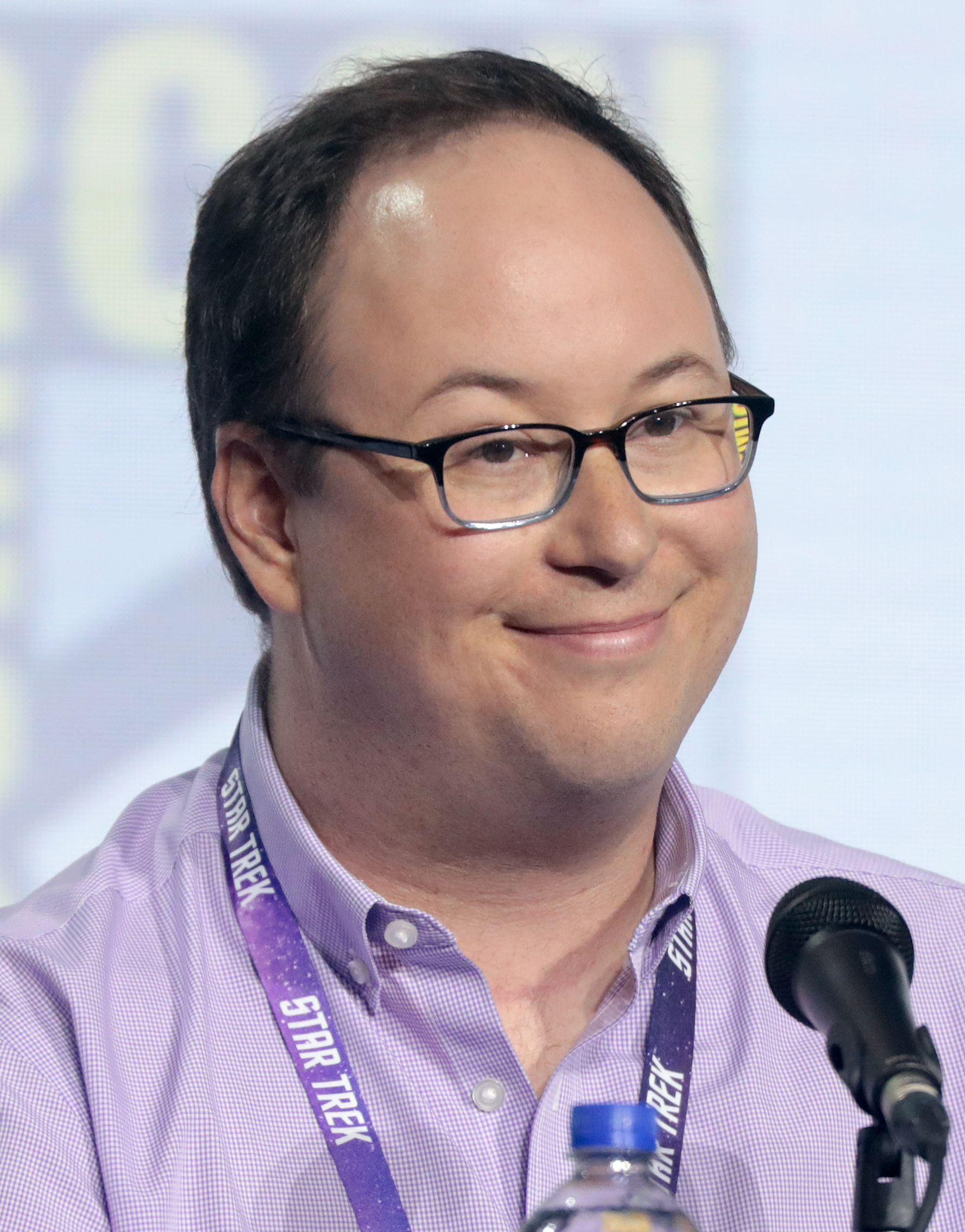
Mike McMahan, criador e showrunner de Lower Decks

Lower Decks se passa em 2380, um ano depois do filme Star Trek: Nemesis, se focando na tripulação de suporte da USS Cerritos em vez da tripulação principal que normalmente é o foco em Star Trek. Os roteiristas começaram discutindo sobre os personagens subalternos para determinarem que histórias emocionais e arcos queriam para cada episódio. Em seguida elaboraram ideias de ficção científica que se alinhavam com esses arcos. McMahan achou que durante boa parte da temporada os roteiristas estavam tentando "descobrir o que a série era".
McMahan afirmou que a temporada estava "tocando os clássicos" de Star Trek: The Next Generation, complementando: "Vamos fazer nosso tribunal. Vamos fazer nossa versão de um filme. Vamos fazer uma praga na nave. Vamos fazer todas essas coisas que [parecem familiares]". Apesar de Lower Decks ser uma comédia, ele não queria "rebaixar Trek" e assim se focou em contar histórias de Star Trek com personagens que por acaso eram engraçados. Os roteiristas checaram histórias anteriores à procura de personagens e situações semelhantes com aquilo que estavam propondo em Lower Decks com o objetivo de garantir que suas narrativas cômicas não se distanciassem muito da franquia. O personagem Badgey começou como um esboço de um distintivo da Frota Estelar feito que McMahan achou que poderia ser similar ao holograma do Professor Moriarty de The Next Generation. Os roteiristas discutiram o propósito de Moriarty naquela série e como poderiam aplicar essas ideias para Badgey. Similarmente, o personagem do alferes Fletcher foi criado em relação com o personagem do tenente Reginald Barclay de The Next Generation e Star Trek: Voyager. McMahan afirmou que Barclay começa sua jornada como um oficial ruim que consegue melhorar e "encontrar seu caminho" com a ajuda de outros, enquanto Fletcher é uma versão sombria de Barclay que não consegue melhorar e acaba demitido da Frota Estelar por sua incompetência.
McMahan sentiu a necessidade mais adiante na temporada de explorar mais a tripulação de comando a fim de contar histórias melhores. Isto incluía a capitão Carol Freeman, que é revelada como a mãe da personagem principal alferes Beckett Mariner. Ele baseou este relacionamento naquele de sua mãe com sua irmã, com esta também sendo a homônima de Mariner. As duas tentam manter seu parentesco em segredo, mas isto se torna público no último episódio da temporada. McMahan descreveu o penúltimo episódio "Crisis Point" como uma história clássica no estilo Universo Cinematográfico Marvel com vários clichês cinematográficos e homenagens aos filmes de Star Trek. Ele também o descreveu como uma paródia dos filmes da franquia, bem como um "grande episódio de terapia de personagem" que permite que tanto o público quanto Mariner enxerguem o relacionamento com Freeman de forma visual. "Crisis Point" termina com uma revelação emocional para Mariner que lhe permite trabalhar com sua mãe no último episódio, estabelecendo uma nova dinâmica para a segunda temporada. McMahan afirmou que foi difícil apresentar o conceito do episódio para os executivos, um problema que também encontrou em "Veritas", que foi inspirado por memórias de infância de começar a assistir episódios de Star Trek pela metade e assim não entender o contexto.
O último episódio da temporada, "No Small Parts", é repleto de referências a outras séries de Star Trek, algo que McMahan descreveu como a "textura e detalhes que amamos". Também há referências não relacionadas com a franquia, como o número de registro da Cerritos ser baseado no número de telefone da mãe de McMahan. "Temporal Edict" termina com uma estátua do chefe Miles O'Brien, personagem de The Next Generation e Star Trek: Deep Space Nine, quem McMahan considera como o personagem mais importante de Star Trek, explicando que O'Brien é o "subalterno original, subindo de um tripulante alistado até professor de engenharia na Academia da Frota Estelar ... aqueles de nós que passaram anos assistindo ele crescer por duas séries de televisão sabem que ele é, sem dúvida, a pessoa mais importante na história da Frota Estelar". Um elemento que McMahan gostou foi poder revisitar espécies alienígenas e locais de episódios únicos de séries anteriores, que era um modo de trazer elementos anteriores da franquia sem impactar o cânone de Star Trek existente. Isto fez com que os roteiristas colocassem os pakleds como os "grandes vilões" do último episódio. Os pakleds tinham aparecido no episódio "Samaritan Snare" de The Next Generation e "costumavam ser tipo uma piada", mas foram mostrados em "No Small Parts" tendo adquirido grande poder a ponto de se tornarem uma ameaça para a Frota Estelar. McMahan enxergou isto como um modo de abordar a ascensão moderna de grupos neonacionalistas, dizendo que os pakleds, assim como esses grupos, "se tornaram muito poderosos e agora são realmente perigosos e as pessoas estão pagando com suas vidas por não os terem levado a sério".

### Dublagem

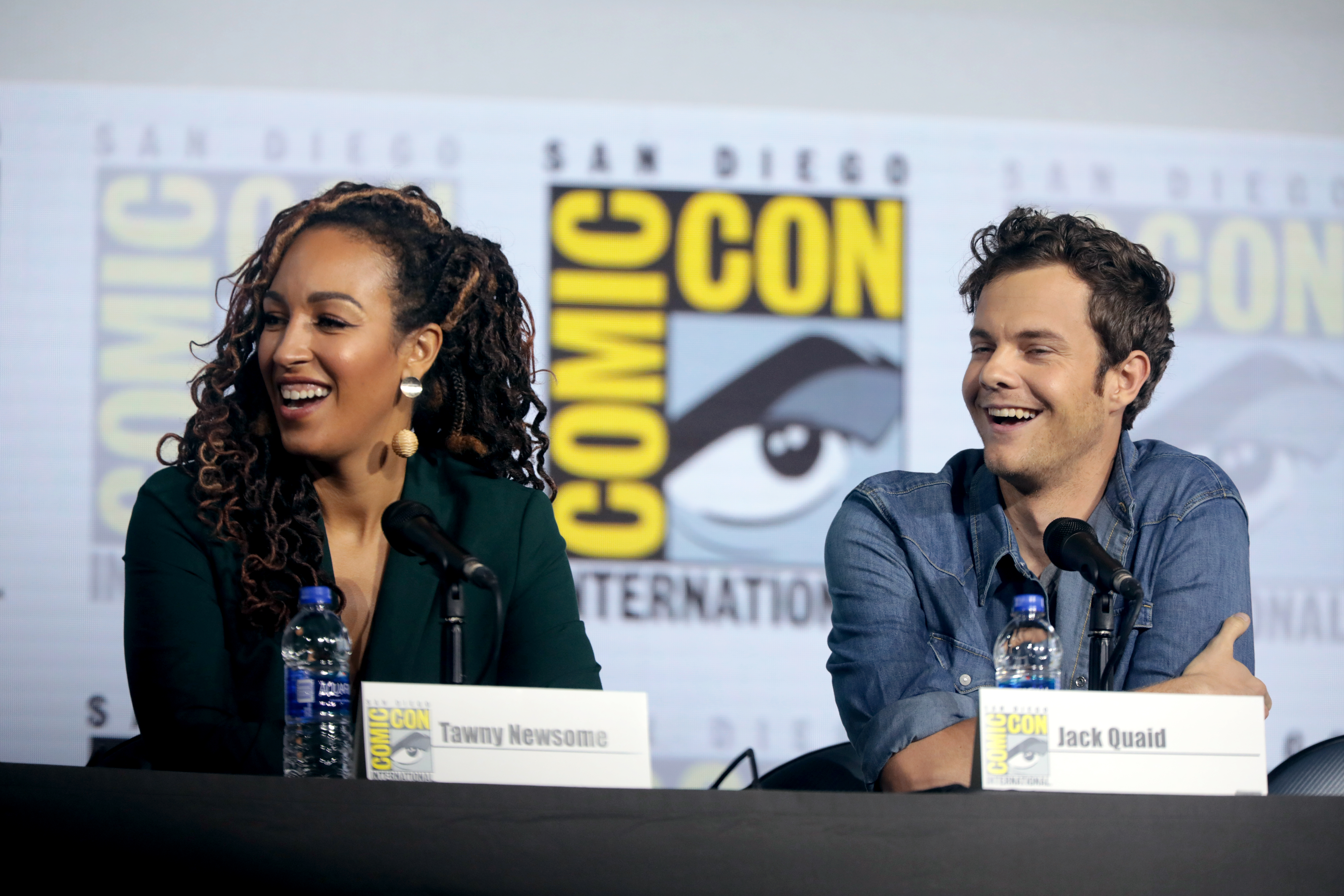
Tawny Newsome e Jack Quaid interpretaram Beckett Mariner e Brad Boimler, respectivamente, dois dos personagens principais de Lower Decks

O elenco principal é composto pelos alferes subalternos da Cerritos: Tawny Newsome como Beckett Mariner, Jack Quaid como Brad Boimler, Noël Wells como D'Vana Tendi e Eugene Cordero como Sam Rutherford. A tripulação de comando possui papéis coadjuvantes e incluí Dawnn Lewis como a capitão Carol Freeman, Jerry O'Connell como primeiro oficial comandante Jack Ransom, Fred Tatasciore como o chefe de segurança tenente Shaxs e Gillian Vigman como a oficial médica chefe doutora T'Ana.
McMahan afirmou que existia a possibilidade de membros do elenco de The Next Generation fazerem aparições especiais na série já que seus personagens existiam no universo de Star Trek ao mesmo tempo que Lower Decks, mas não queria que isso ocorresse de tal maneira a "atrapalhar a série". Ele queria incluir o personagem William Riker e tinha anteriormente encontrado o ator Jonathan Frakes em Toronto no Canadá enquanto estava trabalhando na série Star Trek: Short Treks e Frakes estava dirigindo episódios de Star Trek: Discovery. Frakes estava disposto a revisitar seu papel em Lower Decks e McMahan  achou que seria natural ter Riker aparecendo caso a Cerritos precisasse da ajuda da USS Titan, assim isto foi colocado no último episódio da temporada. Ele também achou que não poderia colocar Riker sem Deanna Troi aparecer também. Marina Sirtis reprisou seu papel de Troi de The Next Generation. McMahan descreveu o Riker de Lower Decks como uma versão "aprimorada" do personagem, encorajando Frakes a deixá-lo ser um "personagem maluco e insano", algo que Frakes queria fazer com Riker há anos. John de Lancie também reprisou seu papel recorrente de Q. Além disso, alguns atores veteranos da franquia interpretaram novos papéis, incluindo J. G. Hertzler como um capitão drookmani, Kurtwood Smith como Clar e Kenneth Mitchell como Seartave.
Um fã perguntou a Newsome em junho de 2020 se o comediante Paul F. Tompkins teria algum papel na série já que Newsome era uma convidada frequente no podcast Spontaneanation de Tompkins. Este expressou interesse e McMahan respondeu que estava organizando para que Tompkins participasse da segunda temporada; o comediante acabou interpretando o doutor Migleemo, o terapeuta de Mariner, na primeira temporada. Paul Scheer teve um papel recorrente como o engenheiro chefe Andy Billups. Outros recorrentes incluíram Jessica McKenna como alferes Barnes e o computador da Cerritos, o roteirista Ben Rodgers como tenente Stevens, Sam Richardson como o alferes Vendome, Marcus Henderson como tenente Jet Manhaver, Tim Robinson como alferes Fletcher, Jack McBrayer como Badgey e Lauren Lapkus como alferes Jennifer. Esta última personagem é uma andoriana, o que Newsome não percebeu quando improvisou o nome humano "Jennifer" durante as gravações.
Quaid e Newsome gravaram suas falas junto com McMahan durante a maior parte da primeira temporada até a pandemia forçar todas as gravações restantes, incluindo gravação de diálogos adicionais, a acontecerem remotamente. Isto foi um dos maiores desafios da temporada durante a pandemia porque os equipamentos de gravação eram necessários nas casas de cada ator. Newsome já tinha um estúdio de gravação em sua casa que estava usando para gravar suas falas para a série.

### Animação e desenho
O estúdio independente de animação Titmouse realizou a animação de Lower Decks, com Juno Lee servindo como diretor supervisor de toda a primeira temporada. Os trabalhos de animação na série começaram no final de fevereiro de 2019. O estilo de animação de Lower Decks reflete o visual de uma "comédia de animação de horário nobre" como The Simpsons, mas com fundos e ambientes muito mais detalhados do que é o tradicional para tais tipos de animações de horário nobre.

Pôster promocional do último episódio da temporada, mostrando os personagens William Riker e Deanna Troi na frente da USS Titan. McMahan queria atender às expectativas dos fãs sobre o desenho da Titan, também sendo bem específico sobre os desenhos de Riker e Troi, personagens originários em live-action

Os uniformes usados pela tripulação da Cerritos são baseados em desenhos não utilizados para o filme Star Trek Generations, que McMahan achou similares a desenhos de séries anteriores mas únicos o bastante para que os fãs os associassem especificamente com Lower Decks. Os uniformes tem uma aba na frente, também continuando a tradição estabelecida em The Next Generation de usar amarelo para engenharia, azul para medicina e ciência e vermelho para comando. Ele sugeriu que esses uniformes eram apenas para naves da Classe California como a Cerritos; outros oficiais da Frota Estelar, como a tripulação da USS Titan, usam os uniformes em tons de cinza dos filmes de The Next Generation e de Deep Space Nine. Mariner também usa um destes uniformes em um flashback para sua época a bordo da USS Quito. Sobre o uso de vários estilos de uniformes ao mesmo tempo, McMahan explicou que nem todas as naves recebem "as coisas novas" ao mesmo tempo. O episódio "Much Ado About Boimler" foi inspirado nos episódios "Chain of Command" de The Next Generation, com Freeman, Ransom e Shaxs usando os mesmos trajes furtivos usados por alguns personagens em "Chain of Command".
McMahan esperava que as referências a Star Trek: The Animated Series a honrassem como a primeira série de animação da franquia. Ele queria fazê-la "ainda mais canônica do que antes", referindo-se ao debate de longa data acerca se The Animated Series faz parte oficialmente do cânone de Star Trek. Os personagens James T. Kirk e Spock de Star Trek: The Original Series são discutidos em Lower Decks e uma imagem dos dois em The Animated Series é mostrava em vez de animá-los no estilo de Lower Decks. A série tem vários alienígenas de todas as séries de Star Trek, incluindo algumas de The Animated Series: a semelhante a um gato caitiana doutora T'Ana é da mesma espécie que a personagem M'Ress de The Animated Series, um metamorfo vendoriano também apresentado em The Animated Series aparece no episódio "Envoys", enquanto o especialista de três braços da Divisão 14 em "Much Ado About Boimler" é um edosiano como o personagem Arex da mesma série. McMahan afirmou que esses personagens "se encaixam perfeitamente no mundo [de Lower Decks]" e que a série não precisava justificar diferenças de aparências da mesma forma que uma adaptação live-action precisaria fazer.
A equipe de desenho da série trabalhou com John Van Citters, o vice-presidente de gestão de marca de Star Trek, e com a CBS Studios para a aparência da Titan no último episódio da temporada. A nave nunca tinha aparecido em cena antes, mas já tinha aparecido em jogos eletrônicos e em capas de livros, com McMahan querendo "garantir que acertamos porque há fãs lá fora para quem a Titan é sua nave favorita". Ele também foi muito específico  sobre os desenhos de Riker e Troi, incluindo a altura do primeiro e as pupilas maiores do que o normal para a segunda. McMahan tinha esperanças de que a aparição da Titan e destes personagens faria parecer que é "um dia em uma história maior sobre esse pessoal". O episódio "Veritas" tem muitas naves de várias lugares da franquia, tendo uma sequência em um museu de nave estelares que contém uma nave vulcana do século XXI como aquela vista no filme Star Trek: First Contact, um cruzador de batalha klingon, um caça jem'Hadar, uma nave toliana, uma nave auxiliar ferengi e várias naves auxiliares da Federação de The Original Series e The Next Generation. Neste episódio, os personagens roubam uma ave de rapina romulana do museu, também usando uma nave auxiliar vulcana vista em Star Trek: The Motion Picture.

### Música
A música de Lower Decks foi composta por Chris Westlake. Ele incluiu várias referências a músicas anteriores da franquia Star Trek pelo decorrer da temporada, incluindo uma homenagem à música de combate de The Original Series para uma cena em que Ransom luta contra um alienígena usando o mesmo estilo característico de Kirk. O compositor escreveu versões "cinematográficas" de seu tema principal para o episódio "Crisis Point" com o objetivo de prestar homenagem aos compositores dos filmes de Star Trek, como por exemplo o som náutico com trompas do trabalho de James Horner em Star Trek II: The Wrath of Khan. O episódio também tem uma sequência em que a tripulação voa lentamente ao redor da Cerritos que é uma homenagem direta a uma cena similar presente em The Motion Picture. Westlake também referenciou a música que o compositor Jerry Goldsmith escreveu para essa cena. Boimler em "Temporal Edict" cantarola o tema principal de Goldsmith para The Motion Picture e The Next Generation.
Foi originalmente planejado que a trilha sonora da temporada fosse gravada com uma orquestra de sessenta músicos dentro de um estúdio, porém cada músico foi forçado a gravar sua parte em casa por conta da pandemia e então os áudios foram mixados juntos. A pandemia também forçou a estreia da temporada ser adiantada para antes da terceira temporada de Discovery, deixando Westlake com dois meses a menos do que o esperado para trabalhar na música. Ele descreveu esse cronograma como "super apertado". Faixas selecionadas da música foram disponibilizadas em um álbum que foi lançado pela gravadora Lakeshore Records em 8 de outubro de 2021.

## Lançamento

### Divulgação

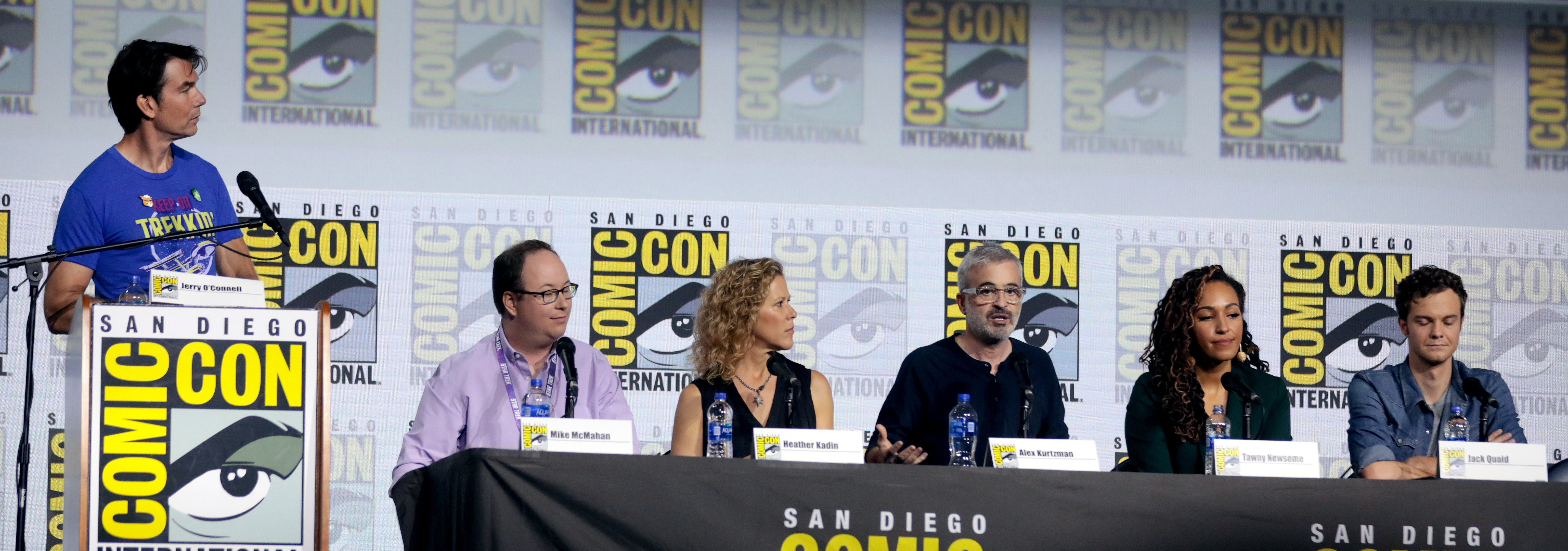
Painel de Lower Decks na San Diego Comic-Con em 20 de julho de 2019. Esquerda para direita: O'Connell, McMahan, Kadin, Alex Kurtzman, Newsome e Quaid

Lower Decks foi divulgado durante um painel especial de Star Trek em julho de 2019 durante a San Diego Comic-Con, onde o elenco e primeiras imagens foram reveladas. Mais detalhes foram discutidos em um painel específico em uma convenção de Star Trek em Las Vegas em agosto. Um trailer e pôster foram lançados em julho de 2020. Allie Gemmill da Collider disse que o trailer era "muito divertido e mais um pouco", comparando sem tom com a série Rick and Morty, em que McMahan tinha trabalhado anteriormente. Outro painel de Star Trek ocorreu virtualmente na San Diego Comic-Con de julho de 2020, quando McMahan e o elenco discutiram a série e mostraram sua cena de abertura. Um novo trailer com novas imagens da temporada foi revelado no mesmo mês. A Titmouse lançou camisetas com desenhos únicos para cada um dos episódios da primeira temporada; estes ficaram disponíveis por apenas uma semana, com fãs que comprassem todas as dez camisetas receberiam uma décima primeira bônus.

### Transmissão
A primeira temporada de Lower Decks estreou nos Estados Unidos em 6 de agosto de 2020 na CBS All Access, tendo dez episódios exibidos semanalmente até 8 de outubro. Assim como havia ocorrido com as séries de Star Trek anteriores da CBS All Access, cada episódio da temporada foi exibido no Canadá pela Bell Media no mesmo dia que a estreia estadunidense, sendo transmitidos nos canais CTV Sci-Fi Channel em inglês e Z em francês antes de ficaram disponíveis no serviço de streaming Crave.
A distribuição internacional ainda não tinha sido definida quando estreou na América do Norte. Lower Decks estava originalmente programada para estrear mais tarde em 2020, após a terceira temporada de Discovery, mas sua data estreia foi adiantada depois da pandemia ter impactado a pós-produção de Discovery e forçado esta a ser adiada. McMahan explicou que as negociações para a distribuição internacional não podiam ser similarmente adiantadas, assim as estreias internacionais teriam que esperar até essas negociações terminarem. A Prime Video adquiriu em dezembro de 2020 os direitos de exibição na Europa, Austrália, Nova Zelândia, Japão e Índia, com a primeira temporada completa sendo lançada no serviço em 22 de janeiro de 2021. No Brasil, a temporada estreou em 15 de setembro de 2021 no serviço de streaming Paramount+.
A ViacomCBS anunciou em setembro de 2020 que a CBS All Access seria expandida e renomeada como Paramount+ em março de 2021. A temporada e todas as temporadas futuras continuaram na Paramount+. Um novo acordo com a Prime Video foi firmado em fevereiro de 2023 para os direitos internacionais das séries de Star Trek. Isto permitiu que a temporada fosse adicionada à Paramount+ em alguns países ao mesmo tempo que permanecia na Prime Video. A Bell Media anunciou em julho de 2023 que Lower Decks deixaria o Crave no mês seguinte. Ela continuou a ser transmitida na CTV Sci-Fi e temporadas anteriores permaneceram na CTV.ca e no aplicativo da CTV.

### Mídia caseira
A primeira temporada de Lower Decks foi lançada nos Estados Unidos nos formatos DVD, Blu-ray e também em uma edição limitada de steelbook no dia 18 de maio de 2021. Este lançamento incluía quase duas horas de materiais bônus, incluindo cenas deletadas e estendidas, documentários falando sobre o elenco e personagens, referências a outras séries de Star Trek e também um "trailer de ação exagerada" para o filme ficcional Crises Point, oriundo do episódio homônimo.

## Repercussão

### Crítica
A primeira temporada tem uma aprovação de 68 por cento no agregador de resenhas Rotten Tomatoes, com uma nota média de 7,2/10 a partir de 47 resenhas. O consenso no website é: "Divertida, mas não muito audaciosa, Lower Decks vira a mesa nas regulamentações de Star Trek o suficiente para se destacar na franquia, se não na paisagem mais ampla da animação". Já no agregador Metacritic, a nota média da temporada é 59/100 a partir de dezessete resenhas, indicando "críticas mistas ou médias".
Robert Lloyd do Los Angeles Times elogiou Lower Decks por ser uma série de Star Trek genuína em vez de apenas uma paródia, comparando-a favoravelmente com Futurama. Christian Blauvelt da IndieWire concordou, dizendo que "talvez seja a série mais Trek da história" e no mesmo nível que outras paródias de Star Trek como Galaxy Quest e The Orville. David Bianculli da NPR não achou que a série era tão encantadora quanto Galaxy Quest, mas a achou melhor que The Orville pois a animação permitia que fosse "mais solta com suas ideias e seu humor". Tanto Keith Phipps da TV Guide quanto Richard Edwards da SFX acharam que Lower Decks equilibrava respeito à Star Trek com as necessidades da comédia, mas Josh Bell da Comic Book Resources achou que a série nem sempre foi bem sucedida em manter o equilíbrio. Mesmo assim achou que fãs de Star Trek iriam gostar da série, mesma opinião de Josh Jackson da Paste e Joshua Rivera da The Verge. Ben Pearson da /Film achou que Lower Decks era "surpreendemente amigável com novatos", já Brian Lowry da CNN achou improvável que ela atraísse novos assinantes para a CBS All Access e que apenas divertisse os fãs comprometidos da franquia já assinantes. Vários críticos afirmaram que o amor de McMahan por Star Trek era a chave para o sucesso da primeira comédia de animação da franquia. Alex Maidy da JoBlo gostou que Lower Decks não "destruiu o legado de Star Trek", enquanto Josh Tyler da Giant Freakin Robot afirmou que era "mais como Star Trek do que qualquer coisa que a franquia produzido desde Voyager", o que ele atribuiu ao fato de McMahan ser um fã de verdade. A. J. Black da Cultural Conversation disse que era "exatamente a série que a maioria dos fãs de Star Trek tem desejado desde 2005", o que deixou a franquia "não apenas engraçada, mas divertida de novo".
Daniel D'Addario da Variety afirmou que expandir para uma comédia em animação era algo admirável para a franquia Star Trek, mas "se a piada de Lower Decks é que seus personagens ... não chegam a exigir um programa sobre suas aventuras, não é difícil concordar". Noah Gittell do The Guardian achou que a série seria algo diferente e promissor para a franquia caso fosse mais ambiciosa. O ritmo acelerado e várias referências internas ao universo Star Trek foram criticadas por muitos críticos. Rob Owen do Pittsburgh Post-Gazette achou que a série  "não é frequentemente engraçada" e que substituía a comédia pelo caos, já Zack Handlen da The A.V. Club achou que era "menos 'engraçada' do que é 'a ideia de engraçado'", baseando-se muito em agradar os fãs. Alan Sepinwall da Rolling Stone afirmou que o grande número de referências impedia que McMahan criasse a "comédia extremamente irreverente e, mais importante, realmente engraçada" que ele queria. Tara Ariano da Primetimer achou que Lower Decks era "um pouco reverente demais" com a franquia, enquanto Mike Hale do The New York Times a descreveu como "metade fan service de Star Trek e metade sitcom obscena sobre o local de trabalho ... não registra muito como qualquer uma". James Croot da Stuff afirmou que a série "abaixava o nível" da franquia e era "grosseiramente grosseira", sugerindo que os telespectadores assistissem Galaxy Quest ou The Orville. Brian Tallerico da The Playlist achou que Lower Decks não chegava ao mesmo nível das séries de Star Trek anteriores, já Keith R. A. DeCandido da Tor.com escreveu que a série "parece que não consegue se decidir se é uma comédia no universo de Star Trek, uma paródia de Star Trek ou uma comédia de local de trabalho do século XXI transplantada desajeitadamente para uma nave da Frota Estelar do século XXIV".
A similaridade da animação com Rick and Morty foi destacada. Lloyd disse que "não é especialmente elegante", Fienberg o descreveu como "insosso, mas amável", já Tyler achou que era simples mas com bons resultados, especialmente as naves e os fundos. Angelica Jade Bastién da Vulture disse que a animação não era única, mas mesmo assim "brilhante e atraente", enquanto Blauvelt  disse que era "propositalmente cartunesca, mas mesmo assim interessante". Vários críticos elogiaram o uso da animação para a criação de locais, personagens e ambientes que teriam sido difíceis ou impossíveis em live-action, incluindo Sepinwall, Liz Shannon Miller da Collider e Glen Weldon da NPR, com todos destacando que Lower Decks tinha um "orçamento ilimitado para efeitos especiais". Vários críticos destacaram as homenagens a The Next Generation na sequência de créditos da série, especialmente a fonte das letras e a música. Jamie Lovett da ComicBook.com falou que Newsome, Quaid, Wells e Cordero tinha uma "energia contagiante e performances zelosas". Newsome recebeu elogios especiais de vários críticos. Por outro lado, Tyler afirmou que Mariner era irritante e que estava lá "para criar 'comédia' ao gritar bastante e ser grossa com todos". DeCandido disse que ela era "completamente desagradável... uma pessoa má e horrível". Tanto DeCandido quanto James Whitbrook da Gizmodo criticaram a falta de tempo em tela para Tendi e Rutherford quando comparado com Mariner e Boimler.
Bastién, baseada nos quatro primeiros episódios, achou que Lower Decks tinha o potencial de ser "mais dinâmica e narrativamente sólida" se abraçasse a seriedade. Roxana Hadadi do RogerEbert.com achou que a série precisava de um "curso mais claro adiante" se fosse encontrar o seu fundamento no futuro, com Phipps dizendo ela ainda precisava desenvolver os relacionamentos dos personagens que as outras séries de Star Trek eram conhecidas por. Handlen comentou que séries de Star Trek são conhecidas por demorarem para se encontrar e achou que isto também poderia acontecer com Lower Decks. Ele foi mais positivo sobre a série depois da temporada ter acabado, afirmando que ela "rapidamente encontrou seu foco" após um "começo desajeitado". Tara Bennett da IGN achou que desde o princípio a série tinha problemas, especificamente o ritmo acelerado das piadas e episódios cheios de acontecimentos, mas afirmou que a série suavizou até o final da temporada e adicionou mais profundidade para seus personagens e histórias. Por outro lado, Blauvelt e Black acharam que Lower Decks já tinha encontrado sua fundação desde o início. Drew Dietsch da Giant Freakin Robot achou que era "a melhor série de Star Trek na memória recente" e elogiou especificamente "bobagem absoluta e otimismo descarado" dos personagens, bem como a estrutura episódica.

### Prêmios
A primeira temporada de Lower Decks foi uma das 117 séries de televisão que receberam a certificação The ReFrame Stamp para os anos de 2020 e 2021. Este selo é entregue pela coalização de igualdade de gênero ReFrame como uma "marca de distinção" para projetos cinematográficos e televisivos que provaram ter contratações equilibradas de gênero, com selos sendo entregues para projetos que contratam mulheres, especialmente mulheres de cor, em pelo menos quatro de oito áreas críticas de sua produção.
| Ano  | Prêmio                              | Categoria                                                                      | Indicados                                                                                      | Resultado | Ref             |
| ---- | ----------------------------------- | ------------------------------------------------------------------------------ | ---------------------------------------------------------------------------------------------- | --------- | --------------- |
| 2021 | Annie Awards                        | Realização Extraordinária para Música em uma Produção Televisiva/Mídia Animada | Chris Westlake (por "Crisis Point")                                                            | Indicado  | [ 114 ]         |
| 2021 | Critics' Choice Super Awards        | Melhor Série de Animação                                                       | Star Trek: Lower Decks                                                                         | Indicado  | [ 115 ]         |
| 2021 | Critics' Choice Super Awards        | Melhor Dublador em Série de Animação                                           | Jack Quaid                                                                                     | Indicado  | [ 115 ]         |
| 2021 | Critics' Choice Super Awards        | Melhor Dubladora em Série de Animação                                          | Tawny Newsome                                                                                  | Indicado  | [ 115 ]         |
| 2021 | NAACP Image Awards                  | Melhor Série de Animação                                                       | Star Trek: Lower Decks                                                                         | Indicado  | [ 116 ]         |
| 2021 | NAACP Image Awards                  | Melhor Performance de Personagem Dublada (Televisão)                           | Dawnn Lewis                                                                                    | Indicado  | [ 116 ]         |
| 2021 | Primetime Creative Arts Emmy Awards | Melhor Edição de Som para uma Série de Comédia ou Drama (Meia Hora)            | James Lucero, James Singleton, Jeff Halbert, Michael Britt e Amber Funk (por "No Small Parts") | Indicado  | [ 117 ]         |
| 2021 | Women's Image Network Awards        | Melhor Atriz em Programa de Animação                                           | Dawnn Lewis                                                                                    | Venceu    | [ 118 ] [ 119 ] |
| 2021 | Women's Image Network Awards        | Melhor Atriz em Programa de Animação                                           | Tawny Newsome                                                                                  | Indicado  | [ 118 ] [ 119 ] |